# ديفيد سليد
ديفيد سليد (بالإنجليزية: David Slade)‏ (المولود في 26 سبتمبر عام 1969)، هو مخرج أفلام بريطاني. بدأ مشواره في صنع كليبات للأغاني. أعماله كانت تضم فيديوهات للفنانين مثل أفيكس توين وروب دوغان وسيستم أوف أداون وفرقة «طيارين كنيسة حجر» وتوري أموس وفرقة ميوس.

## حياته ومشواره الفني
أول فيلم طويل له هو «الحلوى القاسية» الذي صدر في 2006 من قبل شركة باب الأسود للتسلية. بعدها ذهب أخرج فيلم مصاصي الدماء بعنوان 30 يوما من الظلام في 2007، ثم أخرج فيلم ملحمة الشفق: خسوف الجزء الثالث من سلسلة أفلام ملحمة الشفق.

## الأعمال

### الأفلام الطويلة
- الحلوى القاسية (2005)
- 30 يوما من الظلام (2007)
- ملحمة الشفق: خسوف (2010)
- آخر رحلة لديمتر (2011)

### الكليبات
- سبيدي جيه «تناظر»
- أفيكس توين «حمار رورباب»
- أل أف أوه «محزوم»
- روب دوغان «مضروب ليموت»
- طيارين كنيسة حجر"بنت فاسدة
- سي جيه بولاند «السكر أحلى»
- توري آموس «بنت صغيرة مريبة»
- ميوس«موسيقى الهايبر، تشعر بالسعادة»
- ميوس«نعمة»
- ميوس«مولود جديد»
- ستيريوفونيكس«السيد رايتر»
- سيستم أوف أ داون«هوائيات»
- إيه أف آي«البنات لسن رماديات»
- ذا كيليرز «عمت مساء، رحلة ممتعة»

### أفلام قصيرة
- أنا أشم بشكل ممتاز (1994)
- ميتدوغ: ماذا فر العشاء (2008)